# 呪術廻戦・ザ・リアル 4-D
呪術廻戦・ザ・リアル 4-D（Jujutsu Kaisen:Hunger of the Cursed  ）は、ユニバーサル・スタジオ・ジャパンで2022年9月16日から2023年11月5日まで開催され、ユニバーサル・スタジオ・ハリウッドで2025年4月27日から期間限定で運営されている『呪術廻戦』とのコラボレーション・アトラクションである。

## 概要
本アトラクションは、「呪術高専大阪分校」開校をめぐる陰謀を阻止するため、大阪に到着した主人公であり東京校の虎杖悠仁と伏黒恵、釘崎野薔薇、さらに京都校の東堂葵、最強の呪術師・五条悟らが加わって、呪霊と戦うオリジナルストーリーが展開される。

## 登場人物
虎杖 悠仁（いたどり ゆうじ）
本作の主人公。都立呪術高専1年生。呪いの王・両面宿儺の猛毒に耐えられる、千年生まれなかった逸材。それを使命と受け入れ、間違った死を阻止するべく、自ら呪いを廻る戦いに身を投じていく。
伏黒 恵（ふしぐろ めぐみ）
都立呪術高専1年生で、虎杖の同級生に当たる2級呪術師。一年生ながら唯一単独任務が許されている。過去のある経験から、自分自身が大切に想う者を守るという信念を持つ。
釘崎 野薔薇（くぎさき のばら）
都立呪術高専1年生で、3級呪術師。地方から上京してきた。閉鎖的で排他的な地元を毛嫌いしており、田舎から都会へ出るために、危険を承知の上で呪術高専へ編入する。
五条 悟（ごじょう さとる）
都立呪術高専の1年生のクラスを受け持つ特級呪術師。軽薄でマイペース。常日頃から周囲を振り回すが、自他共に認める最強呪術師。強き仲間となる次世代を育成し、呪術界の未来を見据える。
東堂 葵（とうどう あおい）
呪術高専京都校3年生。1級呪術師。非術師の家系出身。京都校の要ともいうべき存在であるが、戦う前に相手の女の趣味を訊くという、変わったこだわりを持つ漢。高身長アイドル・高田ちゃんの熱狂的ファン。

## キャスト
- 虎杖 悠仁: 榎木淳弥[6]
- 伏黒 恵: 内田雄馬[6]
- 釘崎 野薔薇: 瀬戸麻沙美[6]
- 五条 悟: 中村悠一[7]
- 東堂 葵: 木村昴[6]

## 呪術廻戦×ハリウッド・ドリーム・ザ・ライド ～廻廻奇譚～
ライド・アトラクション「ハリウッド・ドリーム・ザ・ライド」に、TVアニメ第1期第1クールのオープニングテーマであるEveの楽曲「廻廻奇譚」が搭載され、音楽とシンクロして、『呪術廻戦』の世界観を演出する。2023年1月18日まで開催される。